# Alberico Isola
Alberico Isola (Italia, 1827 - Buenos Aires, 7 de mayo de 1850) fue un artista italiano, radicado de joven en Buenos Aires, que realizó litografías de estilo costumbrista sobre dibujos de otros artistas destacados de su época (su nombre a veces también se confunde con el de su hermano Pedro, que también fue litógrafo).

"Ataque de indios", litografía coloreada de Alberico Isola, 1844.

A los 18 años realizó el Álbum Argentino, que se imprimió en 1845 bajo el sello de la Litografía de las Artes, que constaba de diez láminas con vistas y costumbres de la ciudad y de la Provincia de Buenos Aires. Entre ellas se encontraban las estampas Asalto de Indios y El lazo. También realizó un retrato de Encarnación Ezcurra de Rosas, Manuel López, una caracterización pormenorizada de las fiestas mayas, e ilustraciones para libros como El judío errante, de Eugenio Sue, editado en Buenos Aires en 1850.